# سد وادي عاهن
سد وادي عاهن يقع في «ولاية صحار» على بعد 11 كم من ساحل خليج عمان وحوالي 17 كم عن مركز مدينة صحار.